# Paul Ritter
Paul Ritter (ur. 20 grudnia 1966 w hrabstwie Kent, zm. 5 kwietnia 2021) – brytyjski aktor teatralny i filmowy.

## Życiorys
Urodzony 20 grudnia 1966 r. Jako aktor występował od 1994 r., debiutując w serialu How High Moon. Był nominowany do Nagrody im. Laurence′a Oliviera za rolę w spektaklu Coram Boy i nagrody Tony za rolę w Norman Conquests. Najbardziej znany z roli Anatolija Diatłowa w serialu Czarnobyl. Zmarł 5/6 kwietnia 2021 r. z powodu guza mózgu.

## Filmografia
- Czarnobyl[1]
- Harry Potter i Książę Półkrwi[1]
- 007 Quantum of Solace[1]
- Hannibal: Po drugiej stronie maski[1]
- Inferno[1]
- Rozpustnik[1]
- How High Moon[1]
- Vera[1]
- The Hollow Crown[1]
- Obiady piątkowe[1]